# Visions of Johanna
Visions of Johanna ist ein Folk-Rocksong von Bob Dylan, der 1966 auf dem Studioalbum Blonde on Blonde erschienen ist. Er wurde von Bob Johnston produziert; eine Veröffentlichung als Single gab es nicht.
Im Jahr 2005 belegte das Stück in der Liste der 500 besten Songs aller Zeiten der Musikzeitschrift Rolling Stone Platz 404.

## Entstehung
Bob Dylan befand sich 1965 in einer kreativen Hochphase und hatte mit Bringing It All Back Home und Highway 61 Revisited bereits zwei Studioalben veröffentlicht. Mit seinem legendären Auftritt beim Newport Folk Festival hatte er die Wandlung vom akustischen Folk-Musiker zum schillernden, elektrisch verstärkten Rockstar abgeschlossen und sich anschließend auf eine körperlich wie seelisch aufreibende Welt-Tournee begeben. Dylan schien sich unter Terminen und Druck künstlerisch zu entfalten, lieferte erstklassige Vorstellungen und trug den bemerkenswerten Inhalt für ein neues Album zusammen. In dieser, von Hektik und einer aufzehrenden Aufmerksamkeit geprägten Schaffensphase, verfasste Dylan den Großteil seines neuen Materials in einer Art des Stream of consciousness.
Schließlich begann er im Herbst 1965 in New York mit den Aufnahmen zu seinem siebten Studioalbum Blonde on Blonde. Dabei begleiteten ihn die Musiker seiner Tourband, die sich damals noch The Hawks nannten, und es entstanden zahlreiche verschiedene Rohfassungen der Stücke, die schließlich auf der LP veröffentlicht werden sollten. Obwohl keine seiner vorangegangenen Arbeiten bisher soviel Studiozeit beansprucht hatte, war der chronisch überlastete Dylan mit dem Ergebnis unzufrieden. Ihm gelang es nicht, diesen speziellen, schillernd metallischen Klang („Thin, wild mercury Sound“) zu erreichen, den er mit seinem neuen Album anstrebte. Wie üblich überarbeitete Dylan in dieser Zeit seine Songs sehr viel und entwickelte die Fassungen am Klavier weiter, bevor er den Rest des Aufnahmeteams über die Veränderungen informierte. Von Visions of Johanna wurden am 30. November zunächst unter dem Arbeitstitel Freeze Out insgesamt vierzehn Fassungen aufgenommen, wobei keine geeignet erschien, die von Dylan beabsichtigte Atmosphäre einzufangen.
Auf Anraten seines Produzenten Bob Johnston verlagerte Dylan die Aufnahmen im Frühjahr 1966 in die Music Row Studios nach Nashville – seine ersten offiziellen Plattenaufnahmen außerhalb New Yorks. Johnston sah ausgerechnet in der konservativen Country-Hochburg die besten Möglichkeiten, um Dylans Soundvorstellungen umzusetzen und engagierte neben den bereits vorher beteiligten Al Kooper (E-Orgel) und Robbie Robertson (Gitarre) mit Charlie McCoy (Gitarre), Wayne Moss (Gitarre), Joe South (E-Bass) und Kenny Buttrey (Schlagzeug) einige der besten Studiomusiker der Stadt. In der wesentlich ruhigeren Umgebung Nashvilles schafften es Dylan und seine Begleiter endlich, die lakonisch karge aber dennoch lebendige musikalische Atmosphäre zu erzeugen, nach der sie suchten. Gleich am ersten Tag der Sessions, dem 14. Februar 1966, entstand in einem einzigen Take die endgültige Version des Songs, der unter dem Titel Visions of Johanna auf dem Album veröffentlicht wurde. Inhaltlich geben die fünf Strophen Alpträumen, Halluzinationen, fragmentarischen Bewusstseinsfetzen und Trancezuständen Gestalt, stilistisch bewegt sich die Ballade im Genre des Folk-Rock. Dabei vermittelt das Zusammenspiel von Dylans klagender Mundharmonika, der verstohlenen E-Orgel Koopers sowie Buttreys Schlagzeugspiel eine dauerhaft gespenstische Grundstimmung. Dylans Gesang ist absichtsvoll phrasiert und gibt Überdrüssigkeit kund.
Die siebeneinhalbminütige Ballade spielte Dylan im Frühjahr 1966, schon vor Veröffentlichung des Albums, bei Konzerten seiner Welt-Tournee, dort allerdings ohne elektrisch verstärkte Bandbegleitung, sondern in einer intimen, fast tranceartigen Akustikversion, wobei er sich mit Gitarre und Mundharmonika selbst begleitete (zu hören auf The Bootleg Series Vol. 4 Bob Dylan Live 1966 The “Royal Albert Hall” Concert).

## Inhalt
Visions of Johanna ist eine rätselhafte, vielschichtige Ballade über Isolation, Sprach- und Ratlosigkeit, Kälte, quälende Liebessehnsucht, die sich in mysteriösen Visionen ausdrückt. Es ist unmöglich, den Liedtext vollständig zu entschlüsseln. Dylan nutzt Methoden des Surrealismus ebenso wie das postmoderne Erzählverfahren der Neukombination von Textfragmenten, um dieses quasi halluzinatorische Zerfallen der Wahrnehmung erlebbar zu machen. Er lässt ein ganzes Ensemble von Figuren auftreten, von denen sich jedoch keine wirklich um die andere zu kümmern scheint – Gestrandete in einer nächtlichen Großstadtszenerie. Die einzelnen Figuren hängen wie lose im Raum, alle wirken orientierungslos und jede Unterhaltung bleibt kryptisch.
Die Diskrepanz zwischen Realismus und Idealismus spiegelt sich in einer fiktiven Dreiecksbeziehung zwischen dem Protagonisten (Ich-Erzähler), seinem nicht unkomplizierten Verhältnis zu einer Frau namens Louise und den über allem schwebenden Visionen einer madonnengleichen Johanna. Diese verkörpert die titelgebende Idealistin, Louise dagegen das realistische Extrem zwischen denen sich der Sänger hin- und hergerissen fühlt. Louise scheint sexuell verfügbar, sie ist körperlich anwesend; Johanna ist abwesend, sie ist die einzige, die außerhalb der beschriebenen desillusionierenden Realität steht. Sie dient dem Protagonisten als Ideal, womöglich als Inbegriff erfüllter Liebe und Sinnhaftigkeit, auf jeden Fall steht sie für ein vermeintliches Entkommen aus der als grausam empfundenen Wirklichkeit. Zugleich verfolgen, ja quälen den Erzähler seine Visionen, weil sie eben bis zum Ende das bleiben was sie sind: Visionen.
Melodie und Struktur sind sehr einfach, fast wie ein simpler Folksong. Die Aufnahme selbst mit ihrer sehr schleppenden Instrumentalisierung, dem exakt gesetzten Gesang, der gespenstischen Orgel, der klagenden Mundharmonika nach jedem Refrain und den immer wieder prägnant einfallenden Gitarrenriffs ist atmosphärisch sehr gedrängt. Sie vermittelt eine fast klaustrophobische Stimmung und scheint das poetische Sentiment des Songs perfekt einzufangen. Dylan selbst liefert in Visions of Johanna eine seiner stärksten Gesangsleistungen überhaupt: Da ist natürlich seine typische schneidende Coolness, mit der er die einzelnen Silben dehnt, zugleich meint man die ganze Verzweiflung und des Verlassenseins zu hören.

## Rezeption
Visions of Johanna ist, wie Robert Shelton schreibt, der Keysong auf einem Album voller Keysongs – ein Stück mit einer poetischen Qualität, wie sie auch Dylan nur selten gelang. Dabei erschließt sich die tiefe poetische Kraft des Songs weniger über den konkreten Sinn des Textes, als vielmehr über die Stimmung und Atmosphäre. Dylans Reputation als vielleicht wichtigste lyrische Stimme Amerikas in der zweiten Hälfte des 20. Jahrhunderts, geht nicht zuletzt auf dieses Werk zurück.
Der britische Dichter Sir Andrew Motion krönte das Werk 1999 mit seiner Auffassung, es handle sich um den besten Songtext, der jemals geschrieben worden sei.

## Coverversionen (Auswahl)
- Marianne Faithfull nahm den Song 1971 auf; veröffentlicht wurde ihre Version erst 1985 auf dem Album Rich Kid Blues.
- Eine Instrumentalversion von Visions of Johanna spielt das amerikanische Trio Jewels and Binoculars (Michael Moore, Lindsey Horner, Michael Vatcher) auf dem Album The Music of Bob Dylan (2001).
- Chris Smithers Version hat einen eigenen Reiz dadurch, dass er den Song im 6/8-Takt singt, zu hören auf seinem Album Leave The Light On (2006).